# Cyperus curvistylis
Cyperus curvistylis är en halvgräsart som beskrevs av Johannes Hendrikus Kern. Cyperus curvistylis ingår i släktet papyrusar, och familjen halvgräs.
Artens utbredningsområde är Queensland. Inga underarter finns listade i Catalogue of Life.